# Nowotwory ośrodkowego układu nerwowego
Nowotwory ośrodkowego układu nerwowego, potocznie guzy mózgu – grupa nowotworów rozwijających się w tkankach mózgowia i rdzenia kręgowego. Mogą to być nowotwory pierwotne i przerzutowe, nowotwory pierwotne dzielą się na łagodne i złośliwe. Inaczej niż w innych lokalizacjach, nowotwory łagodne ośrodkowego układu nerwowego również nierzadko wiążą się z poważnym rokowaniem, ponieważ mogą wywierać objawy uciskowe.

## Podział topograficzny
- Nowotwory śródczaszkowe[2]
  - Guzy podnamiotowe
    - guzy móżdżku
    - guzy pnia mózgu

  - Guzy nadnamiotowe
    - guzy półkuli mózgowych
    - guzy linii środkowej (okolicy siodła tureckiego, III komory i skrzyżowania wzrokowego, guzy szyszynki i blaszki czworaczej)
- Nowotwory kanału kręgowego
  - zewnątrzoponowe
  - wewnątrzoponowe
  - zewnątrzrdzeniowe
  - śródrdzeniowe.

## KlasyfikacjaWHOnowotworów ośrodkowego układu nerwowego
Potrzeba międzynarodowej klasyfikacji guzów nowotworowych została zauważana przez komisję WHO w 1956 i zgromadzenie WHO w 1957. Pierwsza edycja pod redakcją Klausa-Joachima Zülcha ukazała się po ponad dwudziestu latach pracy, w 1979 roku. Druga edycja pod redakcją Paula Kleihuesa została przedstawiona w 1993 roku. W trzeciej edycji pod redakcją Kleihuesa i Cavenee z 2000 roku wprowadzono informacje o genetyce guzów nowotworowych. Czwarta edycja (z 2007 roku) pod redakcją Louisa, Ohgakiego, Wiestlera i Cavenee była efektem konsensusu międzynarodowej grupy roboczej 25 patologów i genetyków oraz 70 ekspertów z całego świata. W klasyfikacji z 2007 roku uwzględniono po raz pierwszy takie jednostki patologiczno-kliniczne, jak glejak angiocentryczny, brodawkowaty nowotwór glioneuronalny, guz glioneuronalny komory czwartej tworzący rozety, pituicytoma, wrzecinokomórkowy onkocytoma przysadki gruczołowej; wariant pilomyksoidny gwiaździaka, rdzeniak anaplastyczny, medulloblastoma with extensive nodularity. W 2016 ukazała się rewizja czwartego wydania, gdzie po raz pierwszy zaczęto używać kryteriów molekularnych do klasyfikacji nowotworów.
Najnowsze wydanie klasyfikacji WHO nowotworów ośrodkowego układu nerwowego zostało opublikowane w 2021. W wydaniu tym została zwiększona rola diagnostyki molekularnej, nazewnictwo i klasyfikacja części nowotworów, a także wprowadzono nowe typy i podtypy nowotworów.
|        | Guz | Grading WHO | Charakterystyczny profil mutacji genów/zmian molekularnych                                                                 |
| I.     | Glejaki, guzy glejoneuronalne i nowotwory neuronalne (ang. Gliomas, glioneuronal tumors, and neuronal tumors)                                                                                | Glejaki, guzy glejoneuronalne i nowotwory neuronalne (ang. Gliomas, glioneuronal tumors, and neuronal tumors)    | Glejaki, guzy glejoneuronalne i nowotwory neuronalne (ang. Gliomas, glioneuronal tumors, and neuronal tumors)              |
| ------ | --- | --- | --- |
| 1.     | Glejaki rozlane typu dorosłego (ang. Adult-type diffuse gliomas) | Glejaki rozlane typu dorosłego (ang. Adult-type diffuse gliomas)                                                 | Glejaki rozlane typu dorosłego (ang. Adult-type diffuse gliomas)                                                           |
| 1.1.   | Gwiaździak IDH-mutant (ang. Astrocytoma, IDH-mutant) | 2, 3, 4 | IDH1, IDH2, ATRX, TP53, CDKN2A/B                                                                                           |
| 1.2.   | Skąpodrzewiak IDH-mutant z kodelecją 1p/19q (ang. Oligodendroglioma, IDH-mutant, and 1p/19q-codeleted)                                                                                       | 2, 3 | IDH1, IDH2, 1p/19q, promotor TERT, CIC, FUBP1, NOTCH1                                                                      |
| 1.3.   | Glejak wielopostaciowy IDH-typ dziki (ang. Glioblastoma, IDH-wildtype) | 4 | IDH-typ dziki, promotor TERT, chromosomy 7/10, EGFR                                                                        |
| 2.     | Rozlane glejaki o niskim stopniu złośliwości typu dziecięcego (ang. Pediatric-type diffuse low-grade gliomas)                                                                                | Rozlane glejaki o niskim stopniu złośliwości typu dziecięcego (ang. Pediatric-type diffuse low-grade gliomas)    | Rozlane glejaki o niskim stopniu złośliwości typu dziecięcego (ang. Pediatric-type diffuse low-grade gliomas)              |
| 2.1.   | Gwiaździak rozlany MYB- lub MYBL1- zmieniony (ang. Diffuse astrocytoma, MYB- or MYBL1-altered)                                                                                               | 1 | MYB, MYBL1 |
| 2.2.   | Glejak angiocentryczny (ang. Angiocentric glioma) | | MYB |
| 2.3.   | Polimorficzny guz neuroepitelialny o niskim stopniu złośliwości wieku dziecięcego (ang. Polymorphous low-grade neuroepithelial tumor of the young)                                           | 1 | BRAF, rodzina FGFR |
| 2.4.   | Rozlany glejak o niskim stopniu złośliwości, ze zmienionym szlakiem MAPK (ang. Diffuse low-grade glioma, MAPK pathway-altered)                                                               | | FGFR1, BRAF |
| 3.     | Rozlane glejaki o wysokim stopniu złośliwości typu dziecięcego (ang. Pediatric-type diffuse low-grade gliomas)                                                                               | Rozlane glejaki o wysokim stopniu złośliwości typu dziecięcego (ang. Pediatric-type diffuse low-grade gliomas)   | Rozlane glejaki o wysokim stopniu złośliwości typu dziecięcego (ang. Pediatric-type diffuse low-grade gliomas)             |
| 3.1.   | Rozlany glejak linii środkowej, H3 K27-zmieniony (ang. Diffuse midline glioma, H3 K27-altered)                                                                                               | | H3 K27, TP53, ACVR1, PDGFRA, EGFR, EZHIP                                                                                   |
| 3.2.   | Rozlany glejak półkulowy, H3 G34-mutant (ang. Diffuse hemispheric glioma, H3 G34-mutant) | 4 | H3 G34, TP53, ATRX |
| 3.3.   | Rozlany glejak o wysokim stopniu złośliwości typu dziecięcego, H3-typ dziki i IDH-typ dziki (ang. Diffuse pediatric-type high-grade glioma, H3-wildtype and IDH-wildtype)                    | | IDH-typ dziki, H3-typ dziki, PDGFRA, MYCN, EGFR (metylacja)                                                                |
| 3.4.   | Glejak półkulowy wieku wczesnodziecięcego (ang. Infant-type hemispheric glioma) | | Rodzina NTRK, ALK, ROS, MET                                                                                                |
| 4.     | Ograniczone glejaki astrocytarne (ang. Circumscribed astrocytic gliomas) | Ograniczone glejaki astrocytarne (ang. Circumscribed astrocytic gliomas)                                         | Ograniczone glejaki astrocytarne (ang. Circumscribed astrocytic gliomas)                                                   |
| 4.1.   | Gwiaździak włosowatokomórkowy (ang. Pilocytic astrocytoma) | | KIAA1549-BRAF, BRAF, NF1                                                                                                   |
| 4.2.   | Gwiaździak o wysokim stopniu złośliwości z cechami piloidalnymi (ang. High-grade astrocytoma with piloid features)                                                                           | | BRAF, NF1, ATRX, CDKN2A/B (metylacja)                                                                                      |
| 4.3.   | Żółtakogwiaździak pleomorficzny (ang. Pleomorphic xanthoastrocytoma) | 2, 3 | BRAF, CDKN2A/B |
| 4.4.   | Gwiaździak podwyściółkowy olbrzymiokomórkowy (ang. Subependymal giant cell astrocytoma) | | TSC1, TSC2 |
| 4.5.   | Glejak struniakowy (ang. Chordoid glioma) | | PRKCA |
| 4.6.   | Gwiaździak zarodkowy, MN1-zmieniony (ang. Astroblastoma, MN1-altered) | | MN1 |
| 5.     | Guzy glioneuronalne i neuronalne (ang. Glioneuronal and neuronal tumors) | Guzy glioneuronalne i neuronalne (ang. Glioneuronal and neuronal tumors)                                         | Guzy glioneuronalne i neuronalne (ang. Glioneuronal and neuronal tumors)                                                   |
| 5.1.   | Zwojakoglejak (ang. Ganglioglioma) | | BRAF |
| 5.2.   | Zwojakoglejak desmoplastyczny wieku dziecięcego/Gwiaździak desmoplastyczny wieku dziecięcego (ang. Desmoplastic infantile ganglioglioma/desmoplastic infantile astrocytoma)                  | | |
| 5.3.   | Nowotwór dysembrioplastyczny neuroepitelialny (ang. Dysembryoplastic neuroepithelial tumor)                                                                                                  | | FGFR1 |
| 5.4.   | Rozlany nowotwór glioneuronalny z cechami przypominającymi skąpodrzewiaka i skupiskami jądrowymi (ang. Diffuse glioneuronal tumor with oligodendroglioma-like features and nuclear clusters) | | Chromosom 14, (metylacja)                                                                                                  |
| 5.5.   | Brodawkowaty nowotwór glioneuronalny (ang. Papillary glioneuronal tumor) | | PRKCA |
| 5.6.   | Guz glioneuronalny tworzący rozety (ang. Rosette-forming glioneuronal tumor) | | FGFR1, PIK3CA, NF1 |
| 5.7.   | Śluzowaty nowotwór glioneuronalny (ang. Myxoid glioneuronal tumor) | | PDFGRA |
| 5.8.   | Rozlany leptomeningealny nowotwór glioneuronalny (ang. Diffuse leptomeningeal glioneuronal tumor)                                                                                            | | Fuzja KIAA1549-BRAF, 1p (metylacja)                                                                                        |
| 5.9.   | Zwojak (ang. Gangliocytoma) | | |
| 5.10.  | Wieloguzkowy i wakuolizujący nowotwór neuronalny (ang. Multinodular and vacuolating neuronal tumor)                                                                                          | 1 | Szlak MAPK |
| 5.11.  | Zwojak móżdżku dysplastyczny (ang. Dysplastic cerebellar gangliocytoma) | | PTEN |
| 5.12.  | Nerwiak komórkowy ośrodkowy (ang. Central neurocytoma) | | |
| 5.13.  | Zewnątrzkomorowy nerwiak komórkowy (ang. Extraventricular neurocytoma) | | FGFR (fuzja FGFR1-TACC1), IDH-typ dziki                                                                                    |
| 5.14.  | Tłuszczakonerwiak komórkowy móżdżku (ang. Cerebellar liponeurocytoma) | | |
| 6.     | Nowotwory wyściółkowe (ang. Ependymal tumors) | Nowotwory wyściółkowe (ang. Ependymal tumors)                                                                    | Nowotwory wyściółkowe (ang. Ependymal tumors)                                                                              |
| 6.1.   | Wyściółczak nadnamiotowy (ang. Supratentorial ependymoma) | 2, 3 | ZFTA, RELA, YAP1, MAML2 |
| 6.2.   | Wyściółczak nadnamiotowy z fuzją ZFTA (ang. Supratentorial ependymoma, ZFTA fusion-positive)                                                                                                 | | ZFTA, RELA, YAP1, MAML2 |
| 6.3.   | Wyściółczak nadnamiotowy z fuzją YAP1 (ang. Supratentorial ependymoma, YAP1 fusion-positive)                                                                                                 | | ZFTA, RELA, YAP1, MAML2 |
| 6.4.   | Wyściółczak tylnego dołu czaszki (ang. Posterior fossa ependymoma) | 2, 3 | H3 K27me3, EZHIP (metylacja)                                                                                               |
| 6.5.   | Wyściółczak tylnego dołu czaszki, grupa PFA (ang. Posterior fossa ependymoma, group PFA) | | H3 K27me3, EZHIP (metylacja)                                                                                               |
| 6.6.   | Wyściółczak tylnego dołu czaszki, grupa PFB (ang. Posterior fossa ependymoma, group PFB) | | H3 K27me3, EZHIP (metylacja)                                                                                               |
| 6.7.   | Wyściółczak kręgosłupa (ang. Spinal ependymoma) | | NF2, MYCN |
| 6.8.   | Wyściółczak kręgosłupa z amplifikacją MYCN (ang. Spinal ependymoma, MYCN-amplified) | | NF2, MYCN |
| 6.9.   | Wyściółczak śluzakowatobrodawkowaty (ang. Myxopapillary ependymoma) | 2 | |
| 6.10.  | Podwyściółczak (ang. Subependymoma) | | |
| II     | Nowotwory splotu naczyniówkowego (ang. Choroid plexus tumors) | Nowotwory splotu naczyniówkowego (ang. Choroid plexus tumors)                                                    | Nowotwory splotu naczyniówkowego (ang. Choroid plexus tumors)                                                              |
| 7.1.   | Brodawczak splotu naczyniówkowego (ang. Choroid plexus papilloma) | | |
| 7.2.   | Atypowy brodawczak splotu naczyniówkowego (ang. Atypical choroid plexus papilloma) | | |
| 7.3.   | Rak splotu naczyniastego (ang. Choroid plexus carcinoma) | | |
| III.   | Nowotwory pochodzenia zarodkowego (ang. Embryonal tumors) | Nowotwory pochodzenia zarodkowego (ang. Embryonal tumors)                                                        | Nowotwory pochodzenia zarodkowego (ang. Embryonal tumors)                                                                  |
| 8.     | Rdzeniak (ang. Medulloblastoma) | Rdzeniak (ang. Medulloblastoma)                                                                                  | Rdzeniak (ang. Medulloblastoma)                                                                                            |
| 8.1.   | Rdzeniaki, określone molekularnie (ang. Medulloblastomas, molecularly defined) | | |
| 8.1.1  | Rdzeniak z aktywacją WNT (ang. Medulloblastoma, WNT-activated) | | CTNNB1, APC |
| 8.1.2  | Rdzeniak z aktywacją SHH, TP53-typ dziki (ang. Medulloblastoma, SHH-activated and TP53-wildtype)                                                                                             | | TP53, PTCH1, SUFU, SMO, MYCN, GLI2 (metylacja)                                                                             |
| 8.1.3  | Rdzeniak z aktywacją SHH, TP53-mutant (ang. Medulloblastoma, SHH-activated and TP53-mutant)                                                                                                  | | TP53, PTCH1, SUFU, SMO, MYCN, GLI2 (metylacja)                                                                             |
| 8.1.4  | Rdzeniak bez aktywacji WNT/SHH (ang. Medulloblastoma, non-WNT/non-SHH) | | MYC, MYCN, PRDM6, KDM6A (metylacja)                                                                                        |
| 8.2.   | Rdzeniaki, określone histologicznie (ang. Medulloblastomas, histologically defined) | | |
| 9.     | Inne nowotwory zarodkowe OUN (ang. Other CNS embryonal tumors) | Inne nowotwory zarodkowe OUN (ang. Other CNS embryonal tumors)                                                   | Inne nowotwory zarodkowe OUN (ang. Other CNS embryonal tumors)                                                             |
| 9.1.   | Atypowy nowotwór teratoidny (rabdoidny) (ang. Atypical teratoid/rhabdoid tumor) | | SMARCB1, SMARCA4 |
| 9.2    | Sitowaty nowotwór neuroepitelialny (ang. Cribriform neuroepithelial tumor) | | |
| 9.3    | Nowotwór zarodkowy z wielowarstwowymi rozetami (ang. Embryonal tumor with multilayered rosettes)                                                                                             | | C19MC, DICER1 |
| 9.4    | Nerwiak zarodkowy OUN z aktywacją FOXR2 (ang. CNS neuroblastoma, FOXR2-activated) | | FOXR2 |
| 9.5    | Nowotwór OUN z wewnętrzną duplikacją tandemową BCOR (ang. CNS tumor with BCOR internal tandem duplication)                                                                                   | | BCOR |
| 9.6    | Nowotwór zarodkowy OUN (ang. CNS embryonal tumor) | | |
| IV.    | Guzy szyszynki (ang. Pineal tumors) | Guzy szyszynki (ang. Pineal tumors)                                                                              | Guzy szyszynki (ang. Pineal tumors)                                                                                        |
| 10.1.  | Szyszyniak (ang. Pineocytoma) | | |
| 10.2.  | Guz miąższu szyszynki o pośrednim zróżnicowaniu (ang. Pineal parenchymal tumor of intermediate differentiation                                                                               | | |
| 10.3.  | Szyszyniak zarodkowy (ang. Pineoblastoma) | | |
| 10.4.  | Guz brodawkowaty okolicy szyszynki (ang. Papillary tumor of the pineal region) | | |
| 10.5.  | Desmoplastyczny guz śluzowy okolicy szyszynki SMARCB1-mutant (ang. Desmoplastic myxoid tumor of the pineal region, SMARCB1-mutant)                                                           | | SMARCB1 |
| V.     | Guzy nerwów czaszkowych i przykręgosłupowych (ang. Cranial and paraspinal nerve tumors) | Guzy nerwów czaszkowych i przykręgosłupowych (ang. Cranial and paraspinal nerve tumors)                          | Guzy nerwów czaszkowych i przykręgosłupowych (ang. Cranial and paraspinal nerve tumors)                                    |
| 11.1.  | Schwannoma (ang. Schwannoma) | | |
| 11.2.  | Nerwiakowłókniak (ang. Neurofibroma) | | |
| 11.3.  | Perineurioma (ang. Perineurioma) | | |
| 11.4.  | Mieszany nowotwór osłonek nerwów obwodowych (ang. Hybrid nerve sheath tumor) | | |
| 11.5.  | Złośliwy melanocytowy nowotwór osłonek nerwowych (ang. Malignant melanotic nerve sheath tumor)                                                                                               | | |
| 11.6.  | Złośliwy nowotwór osłonek nerwów obwodowych (ang. Malignant peripheral nerve sheath tumor)                                                                                                   | | |
| 11.7.  | Przyzwojak (ang. Paraganglioma) | | |
| VI.    | Oponiaki (ang. Meningiomas) | Oponiaki (ang. Meningiomas)                                                                                      | Oponiaki (ang. Meningiomas)                                                                                                |
| 12.1.  | Oponiak (ang. Meningiomas) | 1, 2, 3 | NF2, AKT1, TRAF7, SMO, PIK3CA; KLF4, SMARCE1, BAP1 w podtypach; H3K27me3; promotor TERT, CDKN2A/B w 3. stopniu złośliwości |
| VII.   | Guzy mezenchymalne, niemeningotelialne (ang. Mesenchymal, non-meningothelial tumors) | Guzy mezenchymalne, niemeningotelialne (ang. Mesenchymal, non-meningothelial tumors)                             | Guzy mezenchymalne, niemeningotelialne (ang. Mesenchymal, non-meningothelial tumors)                                       |
| 13.    | Guzy tkanek miękkich (ang. Soft tissue tumors) | Guzy tkanek miękkich (ang. Soft tissue tumors)                                                                   | Guzy tkanek miękkich (ang. Soft tissue tumors)                                                                             |
| 13.1.  | Guzy fibroblastyczne i miofibroblastyczne (ang. Fibroblastic and myofibroblastic tumors) | | |
| 13.1.1 | Samotny guz włóknisty (ang. Solitary fibrous tumor) | 1, 2, 3 | NAB2-STAT6 |
| 13.2.  | Guzy naczyniowe (ang. Vascular tumors) | | |
| 13.2.1 | Naczyniaki i malformacje naczyniowe (ang. Hemangiomas and vascular malformations) | | |
| 13.2.1 | Naczyniak krwionośny zarodkowy (ang. Hemangioblastoma) | | |
| 13.3.  | Guzy mięśni szkieletowych (ang. Skeletal muscle tumors) | | |
| 13.3.1 | Mięśniakomięsak prążkowanokomórkowy (ang. Rhabdomyosarcoma) | | |
| 13.4.  | Niepewne zróżnicowanie (ang. Uncertain differentiation) | | |
| 13.4.1 | Wewnątrzczaszkowy nowotwór mezenchymalny z fuzją FET-CREB (ang. Intracranial mesenchymal tumor, FET-CREB fusion-positive)                                                                    | | |
| 13.4.2 | Mięsak z rearanżacją CIC (ang. CIC-rearranged sarcoma) | | |
| 13.4.3 | Pierwotny mięsak wewnątrzczaszkowy, DICER1-mutant (ang. Primary intracranial sarcoma, DICER1-mutant)                                                                                         | | |
| 13.4.4 | Mięsak Ewinga (ang. Ewing sarcoma) | | |
| 14.    | Nowotwory chrzęstno-kostne (ang. Chondro-osseous tumors) | Nowotwory chrzęstno-kostne (ang. Chondro-osseous tumors)                                                         | Nowotwory chrzęstno-kostne (ang. Chondro-osseous tumors)                                                                   |
| 14.1.  | Guzy chondrogenne (ang. Chondrogenic tumors) | | |
| 14.1.1 | Mezenchymalny chrzęstniakomięsak (ang. Mesenchymal chondrosarcoma) | | |
| 14.1.2 | Chrzęstniakomięsak (ang. Chondrosarcoma) | | |
| 14.2.  | Guzy notochordalne (ang. Notochordal tumors) | | |
| 14.2.1 | Struniak (ang. Chordoma) | | |
| VIII.  | Nowotwory melanocytowe (ang. Melanocytic tumors) | Nowotwory melanocytowe (ang. Melanocytic tumors)                                                                 | Nowotwory melanocytowe (ang. Melanocytic tumors)                                                                           |
| 15.    | Rozlane nowotwory melanocytowe opon mózgowo-rdzeniowych (ang. Diffuse meningeal melanocytic neoplasms)                                                                                       | Rozlane nowotwory melanocytowe opon mózgowo-rdzeniowych (ang. Diffuse meningeal melanocytic neoplasms)           | Rozlane nowotwory melanocytowe opon mózgowo-rdzeniowych (ang. Diffuse meningeal melanocytic neoplasms)                     |
| 15.1.  | Melanocytoza oponowa i melanomatoza oponowa (ang. Meningeal melanocytosis and meningeal melanomatosis)                                                                                       | | NRAS |
| 16.    | Ograniczone nowotwory melanocytowe opon mózgowo-rdzeniowych (ang. Circumscribed meningeal melanocytic neoplasms)                                                                             | Ograniczone nowotwory melanocytowe opon mózgowo-rdzeniowych (ang. Circumscribed meningeal melanocytic neoplasms) | Ograniczone nowotwory melanocytowe opon mózgowo-rdzeniowych (ang. Circumscribed meningeal melanocytic neoplasms)           |
| 16.1   | Melanocytoma opon mózgowo-rdzeniowych i czerniak opon mózgowo-rdzeniowych (ang. Meningeal melanocytoma and meningeal melanoma)                                                               | | GNAQ, GNA11, PLCB4, CYSLTR2                                                                                                |
| IX.    | Nowotwory hematolimfoidalne (ang. Hematolymphoid tumors) | Nowotwory hematolimfoidalne (ang. Hematolymphoid tumors)                                                         | Nowotwory hematolimfoidalne (ang. Hematolymphoid tumors)                                                                   |
| 17.    | Chłoniaki (ang. Lymphomas) | Chłoniaki (ang. Lymphomas)                                                                                       | Chłoniaki (ang. Lymphomas)                                                                                                 |
| 17.1.  | Chłoniaki OUN (ang. CNS lymphomas) | | |
| 17.1.1 | Pierwotny chłoniak rozlany z dużych komórek B OUN (ang. Primary diffuse large B-cell lymphoma of the CNS)                                                                                    | | |
| 17.1.2 | Chłoniak OUN związany z niedoborami odporności (ang. Immunodeficiency-associated CNS lymphoma)                                                                                               | | |
| 17.1.3 | Ziarniniakowatość limfatyczna (ang. Lymphomatoid granulomatosis) | | |
| 17.1.4 | Wewnątrznaczyniowy chłoniak z dużych komórek B (ang. Intravascular large B-cell lymphoma) | | |
| 17.2.  | Różne rzadkie chłoniaki w OUN (ang. Miscellaneous rare lymphomas in the CNS) | | |
| 17.2.1 | Chłoniak MALT opony twardej (ang. MALT lymphoma of the dura) | | |
| 17.2.2 | Inne chłoniaki OUN z komórek B o niskim stopniu złośliwości (ang. Other low-grade B-cell lymphomas of the CNS)                                                                               | | |
| 17.2.3 | Anaplastyczny chłoniak wielkokomórkowy (ALK+/ALK −) (ang. Anaplastic large cell lymphoma (ALK+/ALK−))                                                                                        | | |
| 17.2.4 | Chłoniaki z komórek T i komórek NK/T (ang. T-cell and NK/T-cell lymphomas) | | |
| 17.3.  | Nowotwory histiocytarne (ang. Histiocytic tumors) | | |
| 17.3.1 | Choroba Erdheima-Chestera (ang. Erdheim-Chester disease) | | |
| 17.3.2 | Choroba Rosai-Dorfmana (ang. Rosai-Dorfman disease) | | |
| 17.3.3 | Młodzieńczy żółtakoziarniak (ang. Juvenile xanthogranuloma) | | |
| 17.3.4 | Histiocytoza z komórek Langerhansa (ang. Langerhans cell histiocytosis) | | |
| 17.3.5 | Mięsak histiocytarny (ang. Histiocytic sarcoma) | | |
| X.     | Nowotwory z komórek germinalnych (ang. Germ cell tumors) | Nowotwory z komórek germinalnych (ang. Germ cell tumors)                                                         | Nowotwory z komórek germinalnych (ang. Germ cell tumors)                                                                   |
| 18.1.  | Potworniak dojrzały (ang. Mature teratoma) | | |
| 18.2.  | Potworniak niedojrzały (ang. Immature teratoma) | | |
| 18.3.  | Potworniak z przemianą złośliwą (ang. Teratoma with somatic-type malignancy) | | |
| 18.4.  | Zarodczak (ang. Germinoma) | | |
| 18.5.  | Rak zarodkowy (ang. Embryonal carcinoma) | | |
| 18.6.  | Rak pęcherzyka żółtkowego (ang. Yolk sac tumor) | | |
| 18.7.  | Rak kosmówki (ang. Choriocarcinoma) | | |
| 18.8.  | Mieszany guz z pierwotnych komórek rozrodczych (ang. Mixed germ cell tumor) | | |
| XI.    | Nowotwory regionu siodłowego (ang. Tumors of the sellar region) | Nowotwory regionu siodłowego (ang. Tumors of the sellar region)                                                  | Nowotwory regionu siodłowego (ang. Tumors of the sellar region)                                                            |
| 19.1.  | Czaszkogardlak szkliwiakowaty (ang. Adamantinomatous craniopharyngioma) | | CTNNB1 |
| 19.2.  | Czaszkogardlak brodawkowaty (ang. Papillary craniopharyngioma) | | BRAF |
| 19.3.  | Pituicytoma, guz ziarnistokomórkowy okolicy siodła i onkocytoma komórek wrzecionowatych (ang. Pituicytoma, granular cell tumor of the sellar region, and spindle cell oncocytoma)            | | |
| 19.4.  | Gruczolak przysadki/PitNET (ang. Pituitary adenoma/PitNET) | | |
| 19.5.  | Nowotwór zarodkowy przysadki (ang. Pituitary blastoma) | | |
| XII.   | Przerzuty do OUN (ang. Metastases to the CNS) | Przerzuty do OUN (ang. Metastases to the CNS)                                                                    | Przerzuty do OUN (ang. Metastases to the CNS)                                                                              |
| 20.1.  | Przerzuty do mózgowia i rdzenia kręgowego (ang. Metastases to the brain and spinal cord parenchyma)                                                                                          | | |
| 20.2.  | Przerzuty do opon mózgowych i rdzeniowych (ang. Metastases to the meninges) | | |

## Epidemiologia

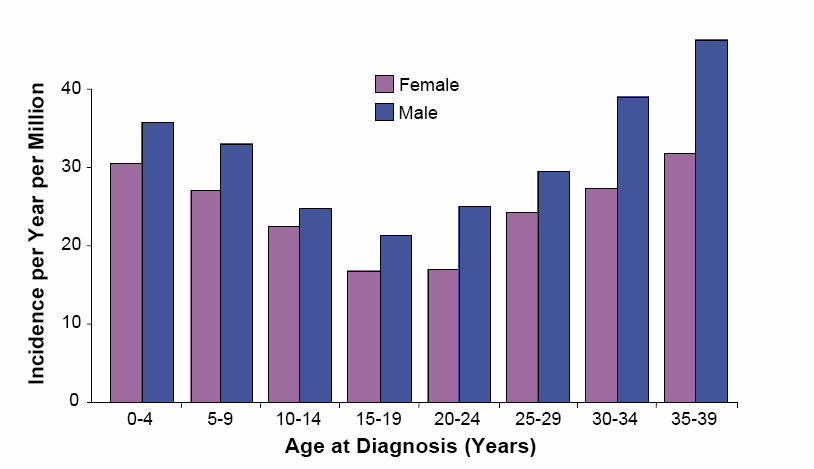
Zapadalność na nowotwory ośrodkowego układu nerwowego w zależności od płci i wieku. Źródło: National Cancer Institute

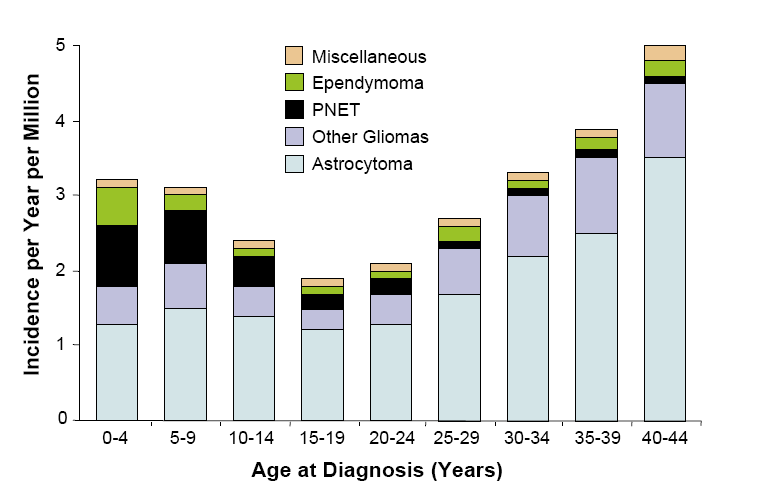
Zapadalność na różne typy nowotworów ośrodkowego układu nerwowego w zależności od wieku, w jakim postawiono rozpoznania. Źródło: National Cancer Institute

Według danych Krajowego Rejestru Nowotworów z 2013 liczba nowych zachorowań na nowotwory ośrodkowego układu nerwowego wynosi w Polsce około 2900 rocznie, co stanowi 2% zachorowań na wszystkie nowotwory, natomiast z powodu tych nowotworów umiera 2800 osób w ciągu roku. W ciągu ostatnich trzech dekad zachorowalność na nowotwory mózgu wzrosła około 2-krotnie, a największa jest w grupie wiekowej pomiędzy 50. a 64. rokiem życia.
W Europie w 2012 roku zanotowano około 57 tysięcy przypadków nowotworów OUN, a zmarło 45 tysięcy osób z tego powodu. Średnia częstość występowania pierwotnych nowotworów mózgu u dorosłych w Europie wyniosła 6,6/100 tysięcy osób. Inne badanie wskazuje na roczny współczynnik zachorowalności wahający się między 8,5 a 21,4/100 tysięcy osób, a opracowanie opublikowane w 2023 w Neuro Oncology podaje zapadalność na pierwotne nowotwory OUN na poziomie 3,5/100 tysięcy osób, ze śmiertelnością wynoszącą 2,8/100 tysięcy osób. Na świecie pierwotne guzy mózgu stanowią 1,6-1,7% wszystkich nowotworów i są przyczyną 2,1-2,5% zgonów z powodu nowotworów.
Wskaźnik przeżycia 5-letniego wynosi 12,8% (badanie kohortowe przeprowadzone w Anglii), a wśród młodszej populacji nowotwory ośrodkowego układu nerwowego stanowią trzecią przyczynę śmierci, po białaczkach i raku sutka.
Glejaki stanowią 30-40% pierwotnych nowotworów lokalizujących się w jamie czaszki i jednocześnie stanowią 70-80% wszystkich pierwotnych nowotworów złośliwych ośrodkowego układu nerwowego. Nowotwory neuroepitelialne występują nieco częściej u mężczyzn, natomiast oponiaki dwukrotnie częściej u kobiet.
Przerzuty nowotworowe do OUN występują u około 15–20% wszystkich chorych na nowotwory i są ponad dwukrotnie częstsze niż zmiany pierwotne w ośrodkowym układzie nerwowym.

## Etiologia
Jednym z najlepiej poznanych czynników ryzyka nowotworów ośrodkowego układu nerwowego, będącym jedynym potwierdzonym czynnikiem środowiskowym, jest promieniowanie jonizujące. Wśród innych możliwych czynników ryzyka wymieniane są narażenia na wirusy i alergeny, narażenie na ołów, arsen, rtęć, produkty ropopochodne oraz narażenie na endogenne lub egzogenne hormony płciowe.
Istnieją doniesienia wskazujące na wpływ promieniowania telefonów komórkowych na ryzyko wystąpienia nowotworów OUN (szczególnie u użytkowników długoterminowych >10 lat), jednak badania w tym względzie pozostają niespójne. W 2011 Światowa Organizacja Zdrowia umieściła pole elektromagnetyczne o częstotliwości radiowej, związanej z używaniem telefonów, na liście IARC w kategorii 2B (substancje możliwie rakotwórcze dla człowieka).

### Czynniki genetyczne
Poznano wiele chorób genetycznych predysponujących do rozwoju pierwotnych nowotworów mózgu i rdzenia, niektóre z nich to:
| Zespół                          | Guzy OUN                                                          | Gen                  | Locus        |
| ------------------------------- | ----------------------------------------------------------------- | -------------------- | ------------ |
| Nerwiakowłókniakowatość typu 1  | Glejaki                                                           | NF1                  | 17q11        |
| Nerwiakowłókniakowatość typu 2  | Schwannoma nerwu przedsionkowo-ślimakowego Oponiaki               | NF2                  | 22q12        |
| Stwardnienie guzowate           | Gwiaździak podwyściółkowy olbrzymiokomórkowy Guzki podwyściółkowe | TSC1 TSC2            | 9q34 16p13.3 |
| Zespół von Hippla-Lindaua       | Naczyniak krwionośny zarodkowy (móżdżku/rdzenia kręgowego)        | VHL                  | 3p25         |
| Zespół Li-Fraumeni              | Glejaki Prymitywny guz neuroektodermalny                          | TP53                 | 17q          |
| Zespół nabłoniaków znamionowych | Rdzeniaki                                                         | PTCH                 | 9q22.3       |
| Zespół Turcota                  | Rdzeniaki Glejak wielopostaciowy                                  | geny naprawy DNA APC | 5q21         |
| Zespół Cowden                   | Dysplastyczny zwojak móżdżku                                      | PTEN                 | 10q23.3      |
| Siatkówczak dziedziczny         | Szyszyniak zarodkowy                                              | RB1                  | 13q14        |

## Objawy i przebieg
Objawy kliniczne guzów mózgowia i rdzenia kręgowego zależą od wielu czynników, m.in. od dynamiki wzrostu guza, lokalizacji, wieku pacjenta. Guzy dają objawy specyficzne wynikające z lokalizacji, jednak część z nich daje niecharakterystyczne objawy.
Guzy zlokalizowane w półkulach mózgu mogą powodować niedowład połowiczy po stronie przeciwnej do guza, który uciska i/lub nacieka drogę ruchową oraz drgawki.
| Lokalizacja                                 | Typowe objawy |
| ------------------------------------------- | --- |
| Guzy tylnego dołu czaszki                   | - objawy zwiększonego ciśnienia wewnątrzczaszkowego (narastające poranne bóle głowy, wymioty, zaburzenia świadomości) - ataksja |
| Guzy pnia mózgu                             | - objawy zwiększonego ciśnienia wewnątrzczaszkowego - zaburzenia połykania - zaburzenia artykulacji - zaburzenia mimiki - asymetria twarzy - zaburzenia słuchu i smaku - zaburzenia motoryki gałek ocznych - przymusowe ustawienie głowy |
| Guzy móżdżku                                | - zaburzenia koordynacji ruchowej i równowagi - oczopląs - zaburzenia chodu - obniżone napięcie mięśniowe - przymusowe ustawienie głowy ze sztywnością karku                                                                             |
| Guzy linii środkowej                        | - endokrynopatie (np. wydzielanie prolaktyny, wydzielanie β-HCG moczówka prosta, zahamowanie wzrostu u dzieci, dystrofia tłuszczowo-płciowa, niedoczynność tarczycy) - objawy zwiększonego ciśnienia wewnątrzczaszkowego                 |
| Guzy okolicy szyszynki i blaszki czworaczej | - szybko narastające objawy nadciśnienia śródczaszkowego - objawy ucisku otaczających struktur mózgowych (powodując m.in. zespół Parinauda)                                                                                              |
| Guzy w obrębie drogi wzrokowej              | - zaburzenia widzenia (ostrości widzenia i/lub pola widzenia) - paradoksalne rozszerzanie się źrenic w reakcji na światło przy naprzemiennym świeceniu w jedno i drugie oko - jedno- lub obuoczny oczopląs wahadłowy                     |
| Guzy płata potylicznego                     | - ubytki pola widzenia - omamy wzrokowe - agnozja wzrokowa |
| Guzy płata ciemieniowego                    | - zaburzenia czucia - czuciowe napady wtórnie uogólnione - Zespół Gerstmanna |
| Guzy płata skroniowego                      | - afazja czuciowa (gdy zajęta półkula dominująca) - napady psychoruchowe z aurą - zaburzenia osobowości - stany zamroczenia z automatyzmami oralnymi                                                                                     |
| Guzy płata czołowego                        | - zaburzenia zachowania i osobowości (zespół czołowy), zaburzenia psychiczne - napady padaczkowe - niedowład spastyczny - zaburzenia mowy                                                                                                |

### Rozrost i przerzuty

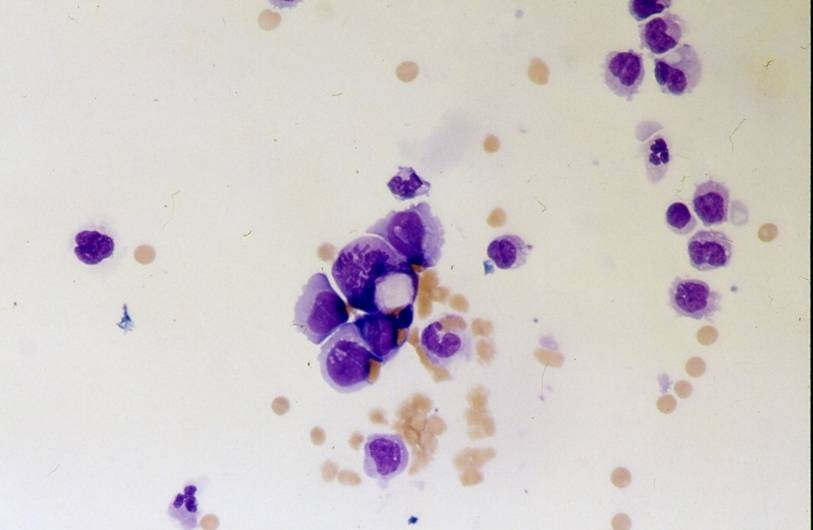
Atypowe komórki z zasadochłonną cytoplazmą w płynie mózgowo-rdzeniowym: rozsiew nowotworu ośrodkowego układu nerwowego

Wyróżnia się trzy typy rozrostu nowotworów glejowych mózgu:
1. Rozrost rozpierający, charakterystyczny dla zmian łagodnych i o małym stopniu złośliwości;
2. Rozrost naciekający, typowy dla guzów o umiarkowanym i wysokim stopniu złośliwości histologicznej;
3. Rozrost przerzutowy, drogą płynu mózgowo-rdzeniowego (ang. leptomeningeal spread) w obrębie ośrodkowego układu nerwowego i przez przestrzenie przedlimfatyczne Clarka wzdłuż nerwów czaszkowych oraz przez krew żylną poza obręb układu nerwowego[21]. Przeważa pogląd że jest to rzadkość, aczkolwiek według Pasquiera przerzuty glejaków poza ośrodkowy układ nerwowy są częstsze, gdy podejmuje się działania diagnostyczne mające na celu ich wykrycie[22]. Opisywano jatrogenne przerzuty guzów ośrodkowego układu nerwowego spowodowane założeniem zastawki komorowo-otrzewnowej celem leczenia spowodowanego guzem wodogłowia[23].

## Rozpoznanie

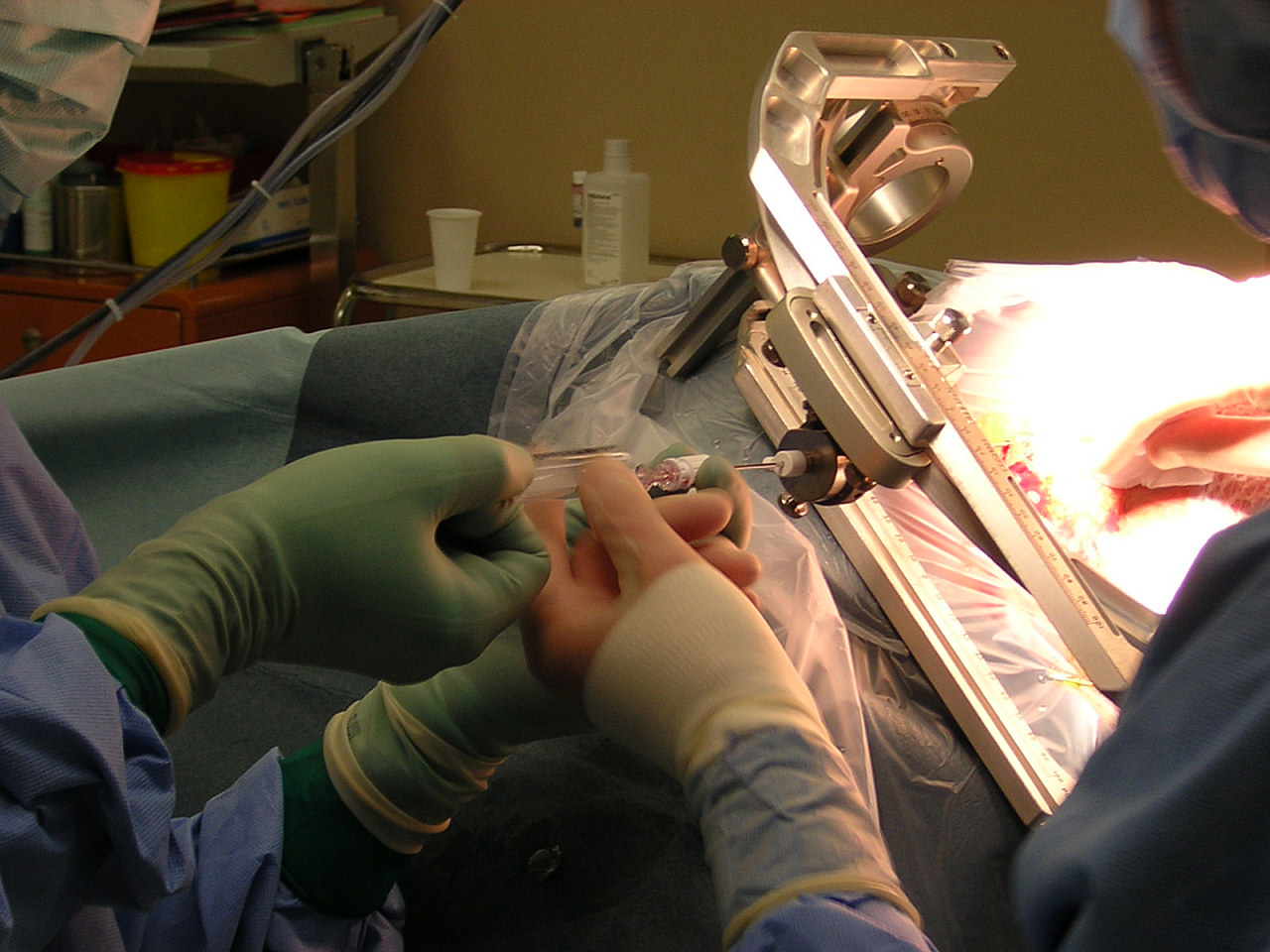
Stereotaktyczna biopsja guza mózgu

Obok badania podmiotowego i przedmiotowego, stanowiących podstawę prawidłowego rozpoznania choroby, konieczne jest wykonanie badań neuroobrazowych:
- Obrazowanie metodą rezonansu magnetycznego – badanie z wyboru w większości nowotworów OUN (szczególnie w diagnostyce kanału kręgowego i rdzenia kręgowego oraz w rozpoznawaniu pierwotnych i wtórnych guzów wewnątrz- i zewnątrzrdzeniowych). Badanie powinno obejmować: obrazy T1-zależne bez i ze wzmocnieniem kontrastowym, T-zależne, FLAIR, obrazowanie dyfuzji (DTI), obrazowanie zależne od dyfuzji (DWI) oraz obrazowanie perfuzji (PWI).
- Tomografia komputerowa z kontrastem – podstawowe badanie w przypadku poszukiwania przerzutów do mózgu (oprócz przerzutów do opon mózgowo-rdzeniowych i rdzenia kręgowego, gdzie badaniem z wyboru jest MRI) oraz do diagnostyki guzów wywodzących się z kości.
- Angiografia metodą rezonansu magnetycznego oraz angio-TK – do oceny położenia guza w stosunku do dużych naczyń oraz planowania zabiegu operacyjnego.
- Pozytonowa tomografia emisyjna – rozpoznawanie guzów mózgu i diagnostyka różnicowa

Do badań uzupełniających należą:
- badanie okulistyczne – guzy okolicy siodła tureckiego
- audiometria i badanie błędników – guzy kąta móżdżkowo-mostowego
- elektroencefalografia – w przypadku chorych na padaczkę
- badanie potencjałów wywołanych
- badanie stężenia markerów nowotworowych: AFP i β-HCG w płynie mózgowo-rdzeniowym i krwi
- badanie płynu mózgowo-rdzeniowego
- badanie stężenia hormonów przysadki
- USG w poszukiwaniu ogniska pierwotnego przerzutów

### Ocena stopnia zaawansowania
Ocena zaawansowania klinicznego oparta jest na klasyfikacji American Joint Committee on Cancer, jednak w praktyce klinicznej w przypadku nowotworów złośliwych rzadko używa się tej skali. Uwzględnia trzy cechy:
- G – stopień złośliwości
- T – wielkość i umiejscowienie
- M – przerzuty

## Leczenie
Do rozpoczęcia leczenia wymagane jest potwierdzenie histologiczne typu nowotworu, ze względu na różne zasady postępowania w zależności od rodzaju nowotworu ośrodkowego układu nerwowego. Wyjątek od tej reguły stanowi bardzo duże prawdopodobieństwo rozpoznania nowotworów łagodnych oraz glejaka, przy czym konieczny jest typowy dla nich obraz MRI. Pomocne przy wykonywaniu biopsji, potrzebnej do potwierdzenia histologicznego, są techniki stereotaktyczne.
Leczenie nowotworów złośliwych polega zwykle na połączeniu metod zachowawczych i zabiegowych. W nowotworach łagodnych standardem jest postępowanie chirurgiczne, także z wykorzystaniem metod radiochirurgicznych i radioterapii stereotaktycznej. Część z tych nowotworów z powodu braku objawów nie wymaga leczenia.
Chemioterapia w nowotworach OUN ma ograniczone zastosowanie, ze względu na niską chemiowrażliwość większości nowotworów, wczesną chemioodporność wtórną, występowanie bariery krew-mózg oraz neurotoksyczność części chemioterapeutyków. Do leków przenikających przez barierę krew–mózg należą pochodne nitrozomocznika (karmustyna, lomustyna, nimustyna), prokarbazyna i temozolomid. Wykorzystywane są one do leczenia wybranych przypadków złośliwych glejaków, skąpodrzewiaków i gwiaździaków. W przypadku pierwotnych chłoniaków OUN i niektórych nowotworów germinalnych chemioterapia jest zasadniczą częścią leczenia skojarzonego.

## Klasyfikacja ICD10
| kod ICD10       | nazwa choroby                                                  |
| --------------- | -------------------------------------------------------------- |
| ICD-10: C69-C72 | Nowotwory złośliwe oka, mózgu i innych części układu nerwowego |
| ICD-10: D32     | Łagodny nowotwór opon mózgowo-rdzeniowych                      |
| ICD-10: D33     | Łagodny nowotwór mózgu i innych części układu nerwowego        |